# Weight Watchers
WW International Inc (anciennement Weight Watchers International, Inc) est une société américaine fondée en 1963 qui propose un programme alimentaire destiné à favoriser la perte de poids. Le principe d’origine est celui de réunions au cours desquelles les adhérents, accompagnés par une animatrice, s’apportent soutien et entraide afin de parvenir à leur objectif de poids.

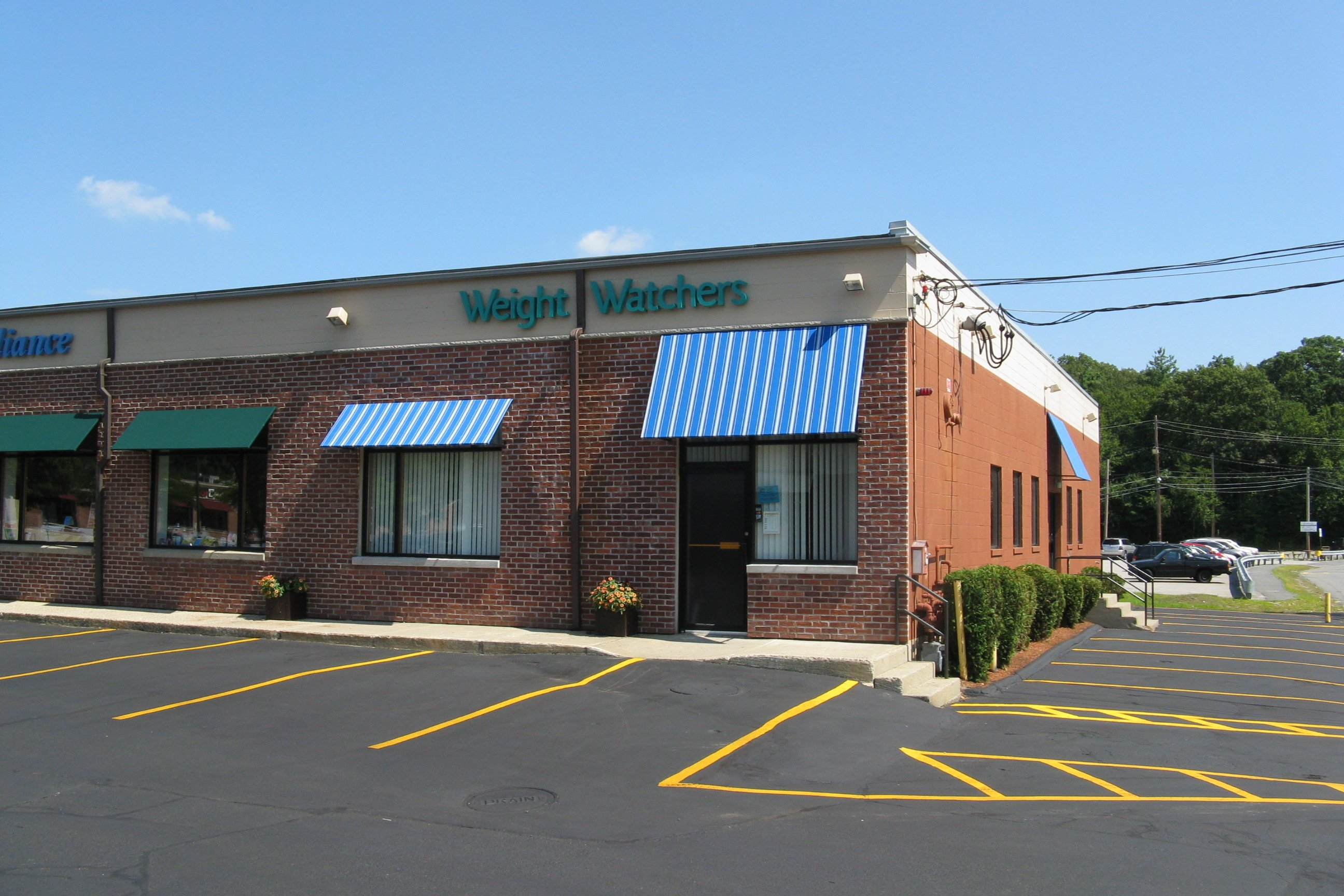
Centre Weight Watchers dans le Massachusetts.

## Historique
Weight Watchers est né aux États-Unis en 1963. Après avoir essayé de nombreux régimes amaigrissants, Jean Nidetch (en), femme au foyer de Brooklyn qui pèse alors 107 kg, a l’idée en septembre 1961 de réunir des amies dans la même situation pour échanger avec elles idées et motivation. Devant les résultats obtenus, elle décide, avec l’appui de financiers et le soutien de médecins et nutritionnistes, de créer sa propre société le 15 mai 1963, Your Weight (« Votre poids »), rapidement renommée en Weight Watchers International.
En 1967, l'entreprise possède des franchises dans 107 pays, dont les États-Unis, le Canada, le Royaume-Uni et Israël. Weight Watchers s’est implantée en Allemagne en 1970, en France en 1973 et en Suisse et Belgique en 1974. Peu à peu, Weight Watchers s'éloigne des régimes traditionnels et s'oriente vers des régimes personnalisés. En 1978, Weight Watchers est la première entreprise de perte de poids qui insiste sur l'importance de sport régulier avec PepStep, programme d'exercice physique. En 1979, Weight Watchers est invité au comité sur la santé, l'éducation, le travail et les retraites du Sénat des États-Unis pour réagir aux directives en matière alimentaire proposés par les départements de l'agriculture, de la santé et des services sociaux. En 1990, Weight Watchers est partenaire du programme "Healthy People 2000" lancé par la Secrétaire à la Santé et aux Services sociaux des États-Unis pour remplir des objectifs de santé pour les Américains.
De 1978 à 1999, elle appartient au groupe agroalimentaire américain H. J. Heinz, avec qui elle élabore depuis 1992 une ligne de plats cuisinés, la Weight Watchers Food. En 1999, elle est revendue 735 millions $ au groupe européen Artal détenu par les familles belges Wittouck et Ullens de Schooten, l'ensemble étant depuis géré non par ces familles en direct, mais par la société Invus de l'homme d'affaires Raymond Debbane.
En 2001, elle est introduite au New York Stock Exchange. Le développement de Weight Watchers est ralenti en 2003 et 2004 par le succès du groupe Atkins Nutritionals (en). En 2010, Weight Watchers signe un partenariat controversé avec McDonald's en Nouvelle-Zélande. En décembre 2012, la société adopte un nouveau logo, dont le dégradé monochrome illustre la perte de poids. En 2013, la société Weight Watchers, présente dans une quarantaine de pays, est devenue le leader mondial des services liés à la perte de poids, organisant chaque semaine 50 000 réunions accueillant 1,4 million de membres. Cette même année, U.S. News & World Report a classé pour la troisième année consécutive Weight Watchers en première position pour "Meilleur programme de perte de poids", "Programme de perte de poids le plus facile à suivre" et "Meilleur projet commercial de perte de poids".
Le Président-directeur général actuel est James R. Chambers. Il a succédé le 30 juillet 2013 à David Kirchhoff, qui était à la tête de l'entreprise depuis 2007[réf. nécessaire].
En mai 2025 la société se place sous le chapitre 11 de la loi sur les faillites des États-Unis où elle doit faire face à une dette de 1,6 milliard de dollars. L'objectif de cette mise en faillite est de se défaire de 1,15 milliard de dollars de dette pour assainir ses comptes. Weight Watchers espère pouvoir sortir de cette situation dans un délai de 45 jours. La cause de cette situation est à rechercher dans le succès des médicaments anti-obésité. Weight Watchers déclare en 2025 avoir 3 millions de membres dans le monde, même si ses résultats sont en baisse de 5,6%.

## Produits
Dans de nombreux pays, la marque distribue ses propres produits grâce à des partenariats avec les producteurs locaux. En effet, depuis plus d’une quinzaine d'années, les consommateurs peuvent trouver des produits alimentaires sous la marque Weight Watchers fabriqués par des industriels qui les commercialisent sous licence : Heinz, Senoble, Marie, Brossard... Il existe notamment des produits laitiers, plats préparés et friandises (telles que bonbons gommes, têtes en chocolat, etc.). Les produits vendus en grandes surfaces diffèrent de ceux qui se vendent en réunion, ces derniers étant produits directement par la marque.[réf. nécessaire]
Weight Watchers édite également un magazine bimestriel éponyme, disponible dans les réunions Weight Watchers, en kiosque, Relay, Maison de la Presse, supermarchés et hypermarchés. Ce magazine contient des méthodes de perte de poids, des recettes, des conseils beauté, et des articles sur certains membres ayant essayé la méthode Weight Watchers et qui partagent leur histoire.

## Weight Watchers selon les pays

### Weight Watchers en Belgique
En Belgique, 30 000 curistes suivent une des 600 réunions hebdomadaires.
Les produits au nom de la marque sont disponibles depuis 2003. C'est en Belgique que sont commercialisés le plus grand nombre de produits différents. Ainsi en 2011, 105 produits de 12 catégories différentes sont vendus, soit lors de réunions, soit dans le commerce. Par comparaison, aux Pays-Bas, il n'y a que six produits.
Les firmes partenaires sont, jusqu'en 2011, Casalus, 4Retail, H. J. Heinz, Imperial Meat Products, La Lorraine, Maïski, Senoble, Ter Beke, Verbinnen et Walkers. De plus une revue bimensuelle paraît en français et en néerlandais.

### Weight Watchers en France
En France sont organisées chaque semaine 1 900 ateliers avec 45 000 membres et 800 coachs  — anciennes membres — dans 900 centres, les centres étant le plus souvent des lieux publics (restaurants, hôtels, salles de réunion,..) loués pour la circonstance[Quand ?].

## Principaux actionnaires
Au 2 janvier 2020:
| Invus Public Equities Advisors | 22,0% |
| Oprah G. Winfrey               | 8,05% |
| Eminence Capital               | 6,39% |
| The Vanguard Group             | 6,29% |
| HS Management Partners         | 4,53% |
| Lone Pine Capital              | 3,89% |
| Empyrean Capital Partners      | 3,12% |
| D. E. Shaw & Co.               | 2,84% |
| Harris Associates              | 2,77% |
| Newfleet Asset Management      | 2,68% |

## Charte graphique
Les produits Weight Watchers sont très souvent accompagnés d'images de femmes. C'est le cas sur les pages d'accueil des sites web nationaux Weight Watchers, quel que soit le design de la page. On insiste parfois encore plus avec une photographie montrant la personne avant et après avoir suivi le programme Weight Watchers, afin de prouver son efficacité.

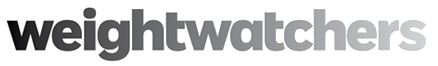
Ancien logo de Weight Watchers de 2012 à 2018.

Weight Watchers s'est offert une nouvelle charte graphique avec l'arrivée de son programme minceur « Weight Watchers 360° », lancé le 3 décembre 2012. Entièrement conçue sous la direction de Paula Scher de l'agence de design Pentagram, cette charte graphique a été peu à peu intégrée à tous les produits Weight Watchers : magazines, sites web, établissements... Au centre de la charte graphique, un nouveau logo en minuscule avec une typographie créée par le typographe Jeremy Mickel et basée sur une version personnalisée de sa famille de caractères "Fort". Le texte symbolise la perte de poids par son dégradé, du noir opaque au blanc transparent, effet rendu possible par la longueur du nom de l'entreprise. On retrouve cette notion de poids dans l'épaisseur des caractères ou dans leur aspect peu élevée, qui peuvent rappeler des vêtements difficiles à enfiler. Contrairement à l'ancien logo, aucun élément visuel n'a été ajouté ; même le signe de copyright n'apparaît pas. Le logo est donc simple et a un rôle moins important, moins communicatif ; c'est ce qu'il se passe souvent pour de nouvelles chartes graphiques de marques établies (eBay, Microsoft, BHS, etc.). Avec ce logo aux lettres en minuscules et aux caractères arrondis, Weight Watchers tente de se rapprocher du public et de s'imposer comme « marque style de vie ». Ce logo se décline en différentes couleurs, dans lequel le texte devient également transparent.
Selon Pentagram, l'agence qui l'a conçue, « moderne, ouverte et énergétique, cette charte graphique incarne la transformation que les utilisateurs de Weight Watchers vivent avec leur nouveau mode de vie, qui peut mener à une perte de poids importante [...] La nouvelle charte graphique reflète l'esprit de changement de la marque, avec une palette de couleurs fraîches et éclatantes, une typographie en gras, et des éléments visuels qui utilisent des dégradés, symboles de transformation ».
Dans l'icône et le monogramme Weight Watchers, le dégradé a une direction verticale, et dans les publications, il prend la forme d'une bande allant d'une couleur vive à une autre, le tout complété par des images de nourriture photographiée sur des fonds simples, neutres. À l'intérieur des livres Weight Watchers, les dégradés peuvent prendre tout le fond de la page.

Ancien logo de Weight Watchers de 2003 à 2012.

Ce logo est cependant souvent critiqué sur les réseaux sociaux et par des professionnels, du fait de son manque d'énergie, de dynamisme : plutôt qu'être vifs et brillants et représenter explicitement la perte de poids, les caractères restent gras mais s'effacent peu à peu. En outre, le mot grossier « twat » apparaît malencontreusement au centre du nouveau logo, dans lequel les deux mots Weight Watchers ne sont plus différenciés par une majuscule ou un espace. La charte graphique appliquée aux livres n'est par ailleurs pas immédiatement reconnaissable. Cela explique peut-être le fait que l'ancien logo reste toujours assez présent dans les produits Weight Watchers (par exemple sur le site français de Weight Watchers). Dans cet ancien logo, les arcs représentent l'expérience de Weight Watchers et la vague les forces retrouvées, l'énergie et la transformation. L'arc bleu constitue la force et le soutien de la communauté Weight Watchers ; l'arc vert est le symbole d'une vie saine, et l'arc jaune l'aube d'un jour nouveau, le rajeunissement. Cet ancien logo, dans lequel le texte est écrit en bleu, est sans aucun doute la principale raison pour laquelle le bleu reste très présent dans la nouvelle charte graphique ainsi que les sites web Weight Watchers. Les autres couleurs de l'ancien logo (vert et jaune) sont également présentes mais dans une moindre mesure.

## Critiques
Selon différentes sources,,, les clients de Weight Watchers attribuent leur succès au programme puis, lorsqu'ils reprennent du poids après la fin du programme, ils s'attribuent la défaite. Ils s'inscrivent alors à nouveau au programme pour reperdre du poids,,. Selon le PDG et ancien directeur financier James R. Chambers, le taux d'échec à cinq ans s'élèverait à 84 % (chiffre démenti par la directrice scientifique mais confirmé par une étude de 2007). D'après le plan d'affaires de 2001, les membres ont « démontré une tendance constante d'inscriptions répétées sur plusieurs années », s'inscrivant en moyenne à quatre cycles de programmes différents. 